# Éva Tardos
Éva Tardos (1 oktober 1957) is een Hongaars wiskundige en hoogleraar informatica aan de Cornell-universiteit. Tardos' onderzoeksgebied is algoritmiek. Haar onderzoek behelst onder meer optimaliseringsproblemen in grafen en netwerken.

## Opleiding
Tardos studeerde af in 1981 en promoveerde in 1984 aan de Loránd Eötvös-universiteit.
Met haar collega Jon Kleinberg bracht ze het boek Algorithm Design (ISBN 1292037040) uit.  

## Erkenning
Tardos is verkozen als lid van de National Academy of Engineering (2007), de American Academy of Arts and Sciences, de National Academy of Sciences (2013) en de American Philosophical Society (2020). Ze is ook lid van ACM (sinds 1998), INFORMS en de American Mathematical Society (2013). Ze heeft de Packard, Sloan Foundation en de Guggenheim beurzen ontvangen.
Ze is de winnaar van de Fulkerson prijs (1988), de George B. Dantzig prijs (2006), de Van Wijngaarden prijs  (2011), de Gödel Prijs (2012) en de  EATCS prijs (2017). In 2018 hebben de Association for Women in Mathematics en de Society for Industrial and Applied Mathematics haar verkozen tot Sonia Kovalevsky spreker. In 2019 kreeg ze de IEEE John von Neumann Medaille.
- Association for Computing Machinery: 99658988611
- Bibsys: 6023345
- CiNii: DA15874120
- DBLP: t/EvaTardos
- Gemeinsame Normdatei: 140445382
- International Standard Name Identifier: 0000 0000 7374 5178
- Library of Congress Control Number: n88168238
- Mathematics Genealogy Project: 39422
- Bibliotheek van het Japanse parlement: 01133937
- Nationale Bibliotheek van Tsjechië: xx0202455
- Nationale Bibliotheek van Israël: 987007311106305171
- Nederlandse Thesaurus van Auteursnamen: 072242175
- Réseau des bibliothèques de Suisse occidentale: 02-A017689323
- Système universitaire de documentation: 108094359
- Virtual International Authority File: 52315288
- WorldCat: E39PBJv4g6vBhy9BxC7trHG8md